# Wood-See
Der Wood-See (engl.: Lake Wood) ist ein Binnensee auf der Insel Mindanao in den Philippinen. Der See liegt ca. 29 km westlich von Pagadian City, der Provinzhauptstadt von Zamboanga del Sur. Nach dem See wurde auch die Gemeinde Lakewood benannt. 
Die aquatische Vegetation wird dominiert von der Alge Cladophora sp. Die Fischbestände bestehen hauptsächlich aus dem Schlangenkopffisch Channa striata, verschiedenen Arten der Tilapia, der Grundel Glossogobius giuris, dem Karpfen (Cyprinus carpio) und dem Kletterfisch Anabas testudineus. Diese Fischarten werden auch im kommerziellen Fischfang genutzt.